# Titmouse, Inc.
Titmouse, Inc. es un estudio de animación estadounidense que desarrolla y produce programación de televisión animada, largometrajes, videos musicales, secuencias de títulos, comerciales y cortometrajes. 
El estudio fue fundado en 1996 y tiene oficinas en Los Ángeles, Nueva York y Vancouver. Algunas de sus producciones incluyen Breadwinners para Nickelodeon, T.O.T.S. para Disney, Motorcity para Disney XD, Big Mouthy The Midnight Gospel  para Netflix,  Metalocalypse, Los hermanos Venture y Black Dynamite para Adult Swim,y Megas XLR y Mao Mao: Heroes of Pure Heart  para Cartoon Network.

## Historia
El fundador, Chris Prynoski, comenzó a trabajar en MTV en Nueva York en programas como Daria, Beavis and Butt-Head , y su propia creación,  Downtown, que fue nominado para un Premio Emmy en horario estelar. A principios de la década de 2000, Prynoski abrió una pequeña empresa de camisetas con su esposa, Shannon Prynoski. Sin embargo, al recibir más solicitudes de dibujos animados que de camisetas, decidieron abandonar la serigrafía en favor de la animación. Los Prynoski se mudaron a California y re-abrieron su estudio de animación, Titmouse, Inc. Contrataron al director de arte francés, Antonio Canobbio y abrió una división de videojuegos en 2009.
La compañía tuvo proyectos como «Metalocalypse» de Cartoon Network, «Superjail!» y «Los hermanos Venture» y abrió un estudio en Nueva York en 2010. El estudio de California luego agregó una subsidiaria de propiedad total, Robin Redbreast, que luego se sindicalizó para producir Motorcity para Disney XD. 
La compañía tiene un canal de YouTube, Rug Burn, lanzado en diciembre de 2012 con Six Point Harness. Rug Burn se lanzó con algunos programas.
En abril de 2016, Titmouse lanzó su primer largometraje, titulado Nerdland. La película tiene clasificación R y está protagonizada por Paul Rudd y Patton Oswalt.

## Filmografía

### Televisión
| Título                                        | Año           | Notas                                                 | Cliente                                              |
| --------------------------------------------- | ------------- | ----------------------------------------------------- | ---------------------------------------------------- |
| 2002 MTV Movie Awards                         | 2002          | Introducción y gráficos                               | MTV                                                  |
| The Osbournes                                 | 2002          | Títulos                                               | MTV                                                  |
| Megas XLR                                     | 2004–05       | Títulos, animación adicional (Sólo en la temporada 1) | Cartoon Network                                      |
| Avatar: la leyenda de Aang                    | 2005–08       | Secuencia de título                                   | Nickelodeon                                          |
| horty McShorts' Shorts                        | 2006          | "Dudley and Nestor Do Nothing" (animación)            | Disney Channel                                       |
| The Amazing Screw-On Head                     | 2006          | Episodio piloto                                       | Syfy                                                 |
| Metalocalypse                                 | 2006–13       | [ 7 ]                                                 | Adult Swim                                           |
| Class of 3000                                 | 2007          | Efectos digitales                                     | Cartoon Network                                      |
| Let's Fish                                    | 2007          | Episodio piloto                                       | Adult Swim                                           |
| Frank TV                                      | 2007          | "Frankincense and Myrrh" (animación)                  | TBS                                                  |
| G.I. Joe: Resolute                            | 2009          | [ 8 ]                                                 | Adult Swim                                           |
| DJ & the Fro                                  | 2009          |                                                       | MTV                                                  |
| Attack of the Show!                           | 2009          | Cortos de "Slasher School"                            | G4                                                   |
| Freaknik: The Musical                         | 2010          |                                                       | Adult Swim                                           |
| Black Panther                                 | 2010          |                                                       | BET                                                  |
| MAD                                           | 2010–11       | Animación adicional                                   | Warner Bros. Animation                               |
| Floogals                                      | 2010–19       |                                                       | Disney Junior                                        |
| Superjail!                                    | 2011–14       | Temporada 2–4                                         | Adult Swim                                           |
| Los hermanos Venture                          | 2011–presente | Temporada 5–presente                                  | Adult Swim                                           |
| Black Dynamite                                | 2011–12       | Temporada 1                                           | Adult Swim                                           |
| China, IL                                     | 2011–15       | [ 7 ]                                                 | Adult Swim                                           |
| Major Lazer                                   | 2011          | Episodio piloto (no lanzado)                          | Adult Swim                                           |
| Community                                     | 2011–12       | Animación                                             | Sony Pictures Television                             |
| Motorcity                                     | 2012–13       | [ 13 ]                                                | Disney XD                                            |
| Randy Cunningham: Ninja Total                 | 2012–15       | Sólo producción                                       | Disney XD                                            |
| Liquid Television                             | 2013          |                                                       | MTV                                                  |
| Turbo FAST                                    | 2013–16       | [ 7 ]                                                 | DreamWorks Animation                                 |
| Breadwinners                                  | 2014–16       |                                                       | Nickelodeon                                          |
| TripTank                                      | 2014–16       | Cortos "Jerk Chicken"                                 | Comedy Central                                       |
| King Star King                                | 2014          | Animación                                             | Adult Swim                                           |
| Hot in Cleveland                              | 2014          | "The Animated Episode"                                | TV Land                                              |
| Kirby Buckets                                 | 2014–17       | Animación                                             | Disney XD                                            |
| Niko and the Sword of Light                   | 2015–19       |                                                       | Amazon Studios                                       |
| Yoyotoki HappyEars                            | 2015          | Episodio piloto                                       | Amazon Studios                                       |
| Moonbeam City                                 | 2015          | [ 15 ]                                                | Comedy Central                                       |
| Las tortujas ninja                            | 2015          |                                                       | Nickelodeon                                          |
| Doble Fried                                   | 2015          | Episodio piloto (no lanzado)                          | Adult Swim                                           |
| Rachel Dratch's Late Night Snack              | 2016          | animated sequences                                    | TruTV                                                |
| Brad Neely's Harg Nallin' Sclopio Peepio      | 2016          |                                                       | Adult Swim                                           |
| Lazor Wulf                                    | 2016          | Episodio piloto no lanzado                            | Adult Swim                                           |
| Son of Zorn                                   | 2016–17       | Animación                                             | 20th Century Fox Television                          |
| Little Big Awesome                            | 2016–18       |                                                       | Amazon Studios                                       |
| Home: las aventuras de Tip y Oh               | 2016–18       | Animación                                             | DreamWorks Animation                                 |
| Future-Worm!                                  | 2016–18       | Animación                                             | Disney XD                                            |
| Comedy Crib                                   | 2016          | Intro                                                 | IFC                                                  |
| The New V.I.P's                               | 2017          | Episodio piloto                                       | Prime Video                                          |
| Uncle Grandpa                                 | 2017          | Cortos                                                | Cartoon Network                                      |
| Disjointed                                    | 2017–18       | Secuencias de animación                               | Warner Bros. Television                              |
| Goldie y Osito                                | 2017–18       | Temporada 2                                           | Disney Junior                                        |
| Big Mouth                                     | 2017–presente |                                                       | Netflix                                              |
| Las épicas historias del Capitán Calzoncillos | 2018–presente | Servicios de producción                               | DreamWorks Animation                                 |
| Ballmastrz: 9009                              | 2018–presente |                                                       | Adult Swim                                           |
| Tigtone                                       | 2018–presente |                                                       | Adult Swim                                           |
| Trap Universe                                 | 2018          | Episodio piloto                                       | Adult Swim                                           |
| Bobcat Goldthwait's Misfits & Monsters        | 2018          | Animación                                             | TruTV                                                |
| Project Runway All Stars                      | 2018          | Animación                                             | The Weinstein Company                                |
| Neo Yokio: Pink Christmas                     | 2018          |                                                       | Netflix                                              |
| Deadly Class                                  | 2019          | Animación                                             | Sony Pictures Television Universal Cable Productions |
| T.O.T.S.                                      | 2019-20       |                                                       | Disney Junior                                        |
| Mao Mao: Heroes of Pure Heart                 | 2019–presente |                                                       | Cartoon Network                                      |
| La próxima gran aventura de Archibald         | 2019–presente | Servicios de producción                               | DreamWorks Animation                                 |
| Bless the Harts                               | 2019–presente | Animación                                             | 20th Century Fox Television Fox Entertainment        |
| Cleopatra in Space                            | 2019–presente | Servicios de producción                               | DreamWorks Animation                                 |
| The Midnight Gospel                           | 2020-presente |                                                       | Netflix                                              |
| Star Trek: Lower Decks                        | 2020-presente | Animación                                             | CBS All Access                                       |
| Animaniacs                                    | 2020-presente | Animación                                             | Hulu                                                 |
| Moon Girl and Devil Dinosaur                  | 2023-2025     | Animación                                             | Marvel                                               |
| Critical Role: The Legend of Vox Machina      | TBA           | Animación                                             | Critical Role                                        |
| Pantheon                                      | TBA           | Animación                                             | AMC                                                  |
| Harriet the Spy                               | TBA           | Animación                                             | Apple TV+                                            |

### Largometrajes
| Título                                             | Fecha de estreno        | Coproducido con                                           | Notas                          |
| -------------------------------------------------- | ----------------------- | --------------------------------------------------------- | ------------------------------ |
| Freddy Got Fingered                                | 20 de abril de 2001     | 20th Century Fox Regency Enterprises                      | Secuencias de animación        |
| Wonderland                                         | 3 de octubre de 2003    | Lionsgate Flirt Pictures Emmett/Furla Films               | Secuencias de animación        |
| Girl Rising                                        | 7 de marzo de 2013      | Vulcan Productions The Documentary Group                  | Secuencias de animación        |
| Her                                                | 18 de diciembre de 2013 | Annapurna Pictures                                        | Secuencias de animación        |
| Scooby-Doo! and Kiss: Rock and Roll Mystery        | 10 de julio de 2015     | Warner Bros. Animation                                    | Secuencias de título           |
| Team Hot Wheels: The Skill to Thrill!              | 17 de agosto de 2015    | Mattel Playground Productions                             |                                |
| Team Hot Wheels: Build the Epic Race!              | 5 de octubre de 2015    | Mattel Playground Productions                             |                                |
| Nerdland                                           | 6 de diciembre de 2016  | Samuel Goldwyn Films AKW Worldwide Pariah                 | Película animada               |
| Father of the Year                                 | 20 de julio de 2018     | Happy Madison Productions                                 | Secuencias de realidad virtual |
| ¡Jóvenes titanes en acción! La película            | 27 de julio de 2018     | Warner Bros. Animation                                    | Secuencias de animación        |
| Robot 7723                                         | 7 de septiembre de 2018 | Baozou Manhua                                             | Preproducción                  |
| Foxy Trotter                                       | TBA                     | Fairy Dust Bold Films Wild Bunch                          | [ 21 ]                         |
| Película sin título de Hanazuki: Full of Treasures | TBA                     | Paramount Pictures Paramount Animation Allspark Animation |                                |

### Cortometrajes
| Título                                        | Año           | Cliente                          | Notas                    |
| --------------------------------------------- | ------------- | -------------------------------- | ------------------------ |
| Let's Get Dirty (I Can't Get in da Club)      | 2001          | Redman                           | Animación, video musical |
| Dirty Little Thing                            | 2004          | Velvet Revolver                  | Animación, video musical |
| The Hidden Life of the Burrowing Owl          | 2008          |                                  | [ 24 ]                   |
| Heartless                                     | 2009          | The Fray                         | Animación, video musical |
| Barko                                         | 2009          |                                  |                          |
| Pinched                                       | 2010          |                                  |                          |
| Scott Pilgrim vs. The Animation               | 2010          | Adult Swim                       |                          |
| Underworld: Endless War                       | 2011          | Lakeshore Entertainment          |                          |
| Diablo III: Wrath                             | 2012          | Blizzard Entertainment           | [ 25 ]                   |
| The Wind                                      | 2012          | Zac Brown Band                   | Video musical            |
| Miss Atomic Bomb                              | 2012          | The Killers                      | Animación, video musical |
| Very Important House                          | 2015          | Disney Television Animation      |                          |
| Team Hot Wheels: Search for the 5th Driver!   | 2015          | Mattel Playground Productions    |                          |
| Space Face                                    | 2015          | Nickelodeon                      |                          |
| Menehunes                                     | 2015          | Nickelodeon                      |                          |
| Don Vs. Raph                                  | 2015          | Nickelodeon                      |                          |
| We Strike Hard and Fade Away Into the Night   | 2015          | Nickelodeon                      |                          |
| Toonami Exquisite Corpse                      | 2017          | Adult Swim                       |                          |
| Rick Morty Exquisite Corpse                   | 2017          | Adult Swim                       |                          |
| The Story of O.J.                             | 2017          | Jay-Z                            | Animación, video musical |
| Bluehilda                                     | 2017          |                                  |                          |
| Heroes of the Storm: Obey the Call            | 2017          | Blizzard Entertainment           |                          |
| Imaginary Friend Society: Long Hospital Stays | 2017          | Pediatric Brain Tumor Foundation |                          |
| Star Wars Galaxy of Adventures                | 2018–presente | Lucasfilm                        |                          |
| Spider-Man: Into the Spider-Verse             | 2019          | Sony Pictures Animation          |                          |
| HBO Backstories                               | 2019          | HBO                              | "Barry"                  |